# ロフォモナス
ロフォモナス(Lophomonas)はパラバサリアに属する原生生物の1つ。ゴキブリの腸管に共生しているが、ヒトの気道で感染症を引き起こす例が知られている。

## 形態
長さ20-60 µm、幅12-20 µmの卵形ないし梨形の細胞で、その頂端に房状になった多数の鞭毛を持つ。一見すると気管支上皮細胞にも似ているが、細胞質中に貪食顆粒が多数あり細胞核は鞭毛の基部近くにある。

## 生態
ゴキブリなどの後腸に共生しているが、シスト形成能があるため、糞の中に排出されて他の宿主に移動できると考えられている。

## ロフォモナス症
副鼻腔や気管支などに感染して慢性的な症状を呈することが知られており、1993年中国で最初の報告がなされて以降、イラン、トルコ、インド、ペルー、パナマ、メキシコなどで報告がある。臓器移植などで免疫抑制状態にある者ばかりでなく、とくに病歴を持たない患者も多く報告されている。治療はメトロニダゾールが奏効するとされている。

## 分類
古典的には鞭毛虫亜門動物性鞭毛虫綱超鞭毛虫目に属し、分裂様式の観察からJoeniaなどとともに独立した亜目（ロフォモナス亜目 Lophomonadina）に位置づけられてきた。電子顕微鏡観察によってパラバサリア門超鞭毛虫綱ロフォモナス目の所属となり、
20世紀末に超鞭毛虫の単系統性が否定されると、とくに一部のトリコモナス類との近縁性からクリスタモナス目に整理された。ところがロフォモナスそのものの分子情報が明らかになると、一転トリコニンファ目に近縁であることが示された。現在は再びロフォモナス目に位置づけられているが、これは以前のロフォモナス目とは構成が大きく異なる。
ロフォモナス属には現在2種が認識されている。
- Lophomonas blattarum S.F.Stein, 1860
- Lophomonas striata Bütschli, 1878
やや小形で細胞表面を細菌が覆っている